# Sportowe ratownictwo wodne na World Games 2017
Sportowe ratownictwo wodne na World Games 2017 zostało rozegrane w dniach 21–22 lipca w 16 konkurencjach. Zawody odbywały się na pływalni w hali "Orbita". Najwięcej złotych medali zdobyli reprezentanci Włoch.

## Kalendarz rozgrywek
| K | Kwalifikacje | F | Finał |

| Data →                                       | Pt. 21    | Pt. 21    | Sob. 22   | Sob. 22   |
| Wydarzenie ↓                                 | R         | W         | R         | W         |
| Mężczyźni                                    | Mężczyźni | Mężczyźni | Mężczyźni | Mężczyźni |
| -------------------------------------------- | --------- | --------- | --------- | --------- |
| Holowanie ratownika w płetwach na 100 m      |           |           | K         | F         |
| Ratowanie manekina w płetwach na 100 m       | K         | F         |           |           |
| Pływanie z przeszkodami na 200 m             | K         | F         |           |           |
| Ratowanie manekina na 50 m                   |           |           | K         | F         |
| Super ratownik na 200 m                      | K         | F         |           |           |
| Sztafeta ratownicza 4 x 50 m stylem zmiennym |           |           | K         | F         |
| Sztafeta z przeszkodami 4 x 50 m             | K         | F         |           |           |
| Holowanie manekina – sztafeta 4 x 25 m       |           |           | K         | F         |
| Kobiety                                      |           |           |           |           |
| Holowanie ratownika w płetwach na 100 m      |           |           | K         | F         |
| Ratowanie manekina w płetwach na 100 m       | K         | F         |           |           |
| Pływanie z przeszkodami na 200 m             | K         | F         |           |           |
| Ratowanie manekina na 50 m                   |           |           | K         | F         |
| Super ratownik na 200 m                      | K         | F         |           |           |
| Sztafeta ratownicza 4 x 50 m stylem zmiennym |           |           | K         | F         |
| Sztafeta z przeszkodami 4 x 50 m             | K         | F         |           |           |
| Holowanie manekina – sztafeta 4 x 25 m       |           |           | K         | F         |

## Uczestnicy
Do zawodów w sportowym ratownictwie wodnym zgłoszonych zostało 98 zawodników z 10 państw: 
- Australia (11)
- Belgia (9)
- Chiny (9)
- Francja (10)
- Hiszpania (10)
- Japonia (9)
- Niemcy (10)
- Nowa Zelandia (10)
- Polska (10)
- Włochy (10)

## Medaliści

### Mężczyźni
| Konkurencja                                              | Złoto                                                                              | Srebro                                                                        | Brąz                                                                                |
| -------------------------------------------------------- | ---------------------------------------------------------------------------------- | ----------------------------------------------------------------------------- | ----------------------------------------------------------------------------------- |
| Holowanie ratownika w płetwach na 100 m (szczegóły)      | Jacopo Musso                                                                       | Kevin Lehr                                                                    | Samuel Bell                                                                         |
| Ratowanie manekina w płetwach na 100 m (szczegóły)       | Jacopo Musso                                                                       | Andrea Vittorio Piroddi                                                       | Kevin Lehr                                                                          |
| Pływanie z przeszkodami na 200 m (szczegóły)             | Bradley Woodward                                                                   | Federico Gilardi                                                              | Steven Kent                                                                         |
| Ratowanie manekina na 50 m (szczegóły)                   | Danny Wieck                                                                        | Joshua Perling                                                                | Bradley Woodward                                                                    |
| Super ratownik na 200 m (szczegóły)                      | Daniele Sanna                                                                      | Federico Gilardi                                                              | Tom Montgomery                                                                      |
| Sztafeta ratownicza 4 x 50 m stylem zmiennym (szczegóły) | Włochy · Federico Gilardi · Jacopo Musso · Andrea Vittorio Piroddi · Daniele Sanna | Australia · Samuel Bell · Matthew Davis · Jake Smith · Bradley Woodward       | Niemcy · Christian Ertel · Kevin Lehr · Jan Malkowski · Danny Wieck                 |
| Sztafeta z przeszkodami 4 x 50 m (szczegóły)             | Japonia · Suguru Ando · Keisuke Hatano · Naoya Hirano · Shun Nishiyama             | Polska · Adam Dubiel · Cezary Kępa · Wojciech Kotowski · Bartosz Makowski     | Francja · Jérémy Badre · Florian Laclaustra · Gaetan Quirin · Thomas Vilaceca       |
| Holowanie manekina – sztafeta 4 x 25 m (szczegóły)       | Niemcy · Christian Ertel · Kevin Lehr · Joshua Perling · Danny Wieck               | Polska · Adam Dubiel · Cezary Kępa · Wojciech Kotowski · Bartosz Stanielewicz | Hiszpania · Eduardo Blasco · Sergio Calderon · José Victor Garcia · Carlos Perianez |

### Kobiety
| Konkurencja                                              | Złoto                                                                           | Srebro                                                                  | Brąz                                                                              |
| -------------------------------------------------------- | ------------------------------------------------------------------------------- | ----------------------------------------------------------------------- | --------------------------------------------------------------------------------- |
| Holowanie ratownika w płetwach na 100 m (szczegóły)      | Justine Weyders                                                                 | Federica Volpini                                                        | Pamela Hendry                                                                     |
| Ratowanie manekina w płetwach na 100 m (szczegóły)       | Pamela Hendry                                                                   | Justine Weyders                                                         | Federica Volpini                                                                  |
| Pływanie z przeszkodami na 200 m (szczegóły)             | Silvia Meschiari                                                                | Alicja Tchórz                                                           | Margaux Fabre                                                                     |
| Ratowanie manekina na 50 m (szczegóły)                   | Wu Huimin                                                                       | Mariah Jones                                                            | Cristina Leanza                                                                   |
| Super ratownik na 200 m (szczegóły)                      | Silvia Meschiari                                                                | Prue Davies                                                             | Mariah Jones                                                                      |
| Sztafeta ratownicza 4 x 50 m stylem zmiennym (szczegóły) | Niemcy · Sophia Bauer · Alena Kröhler · Kerstin Lange · Jessica Luster          | Australia · Prue Davies · Chelsea Gillet · Pamela Hendry · Mariah Jones | Polska · Karolina Faszczewska · Dominika Kossakowska · Anna Nocoń · Alicja Tchórz |
| Sztafeta z przeszkodami 4 x 50 m (szczegóły)             | Francja · Léna Bousquin · Margaux Fabre · Magalie Rousseau · Justine Weyders    | Australia · Prue Davies · Pamela Hendry · Mariah Jones · Rachel Wood    | Chiny · Bao Xueyi · Dai Xiaodie · Hu Yifan · Wu Huimin                            |
| Holowanie manekina – sztafeta 4 x 25 m (szczegóły)       | Belgia · Sofie Boogaerts · Aurelie Romanini · Nele Vanbuel · Bieke Vandenabeele | Chiny · Bao Xueyi · Dai Xiaodie · Hu Yifan · Wu Huimin                  | Niemcy · Sophia Bauer · Annalena Geyer · Kerstin Lange · Jessica Luster           |

## Klasyfikacja medalowa
| Lp.                | Państwo            | Złoto | Srebro | Brąz | Razem |
| ------------------ | ------------------ | ----- | ------ | ---- | ----- |
| 1                  | Włochy             | 6     | 4      | 2    | 12    |
| 2                  | Niemcy             | 3     | 2      | 3    | 8     |
| 3                  | Australia          | 2     | 5      | 5    | 12    |
| 4                  | Francja            | 2     | 1      | 2    | 5     |
| 5                  | Chiny              | 1     | 1      | 1    | 3     |
| 6                  | Belgia             | 1     | 0      | 0    | 1     |
| 6                  | Japonia            | 1     | 0      | 0    | 1     |
| 8                  | Polska             | 0     | 3      | 1    | 4     |
| 9                  | Hiszpania          | 0     | 0      | 1    | 1     |
| 9                  | Nowa Zelandia      | 0     | 0      | 1    | 1     |
| Ogółem (10 państw) | Ogółem (10 państw) | 16    | 16     | 16   | 48    |